# Івонич
Івонич (пол. Iwonicz) — лемківське село в Польщі, у гміні Івонич-Здруй Кросненського повіту Підкарпатського воєводства.
Населення — 4355 осіб (2011).
У 1975—1998 роках село належало до Кросненського воєводства.

## Демографія
Демографічна структура станом на 31 березня 2011 року:
|          | Загалом | Допрацездатний вік | Працездатний вік | Постпрацездатний вік |
| -------- | ------- | ------------------ | ---------------- | -------------------- |
| Чоловіки | 2223    | 473                | 1535             | 215                  |
| Жінки    | 2132    | 406                | 1281             | 445                  |
| Разом    | 4355    | 879                | 2816             | 660                  |